# Un pour tous, tous contre un
Un pour tous, tous contre un (France) ou Trois hommes et une bédé (Québec) (Three Men and a Comic Book) est le 21e épisode de la saison 2 de la série télévisée d'animation Les Simpson.

## Synopsis
Bart et Lisa se rendent au salon de la BD de Springfield. Bart veut acheter le numéro 1 de la BD Radioactive Man à 100 $. Marge lui conseille de trouver un petit boulot pour pouvoir l'acheter. Il trouve du travail chez une vieille dame qui lui donne 50 cents pour ce qu'il a accompli pendant plusieurs jours. En allant chez le vendeur de BD pour l'acheter, il s'associe avec Martin et Milhouse pour acheter la BD. Une fois la BD achetée, les trois garçons se disputent la propriété. Cette lutte les rendra paranoïaques : ils s'accuseront au moindre battement de cil, se ligoteront et Bart risquera même la vie de Milhouse. Finalement, la BD est détruite.

## Invités
- Cloris Leachman dans le rôle de Madame Glick
- Daniel Stern, le narrateur

## Première apparition
- vendeur de bandes  dessinées
- Radioactive Man et de son compagnon Petit Becquerel, renommé plus tard Atomic Boy.